# Betteville
Betteville är en kommun i departementet Seine-Maritime i regionen Normandie i norra Frankrike. Kommunen ligger i kantonen Pavilly som tillhör arrondissementet Rouen. År 2018 hade Betteville 561 invånare.

## Befolkningsutveckling
Antalet invånare i kommunen Betteville
| Referens: INSEE |